# Saint-Martin (Allemagne)
Pour les articles homonymes, voir Saint-Martin et Foire Saint-Martin.

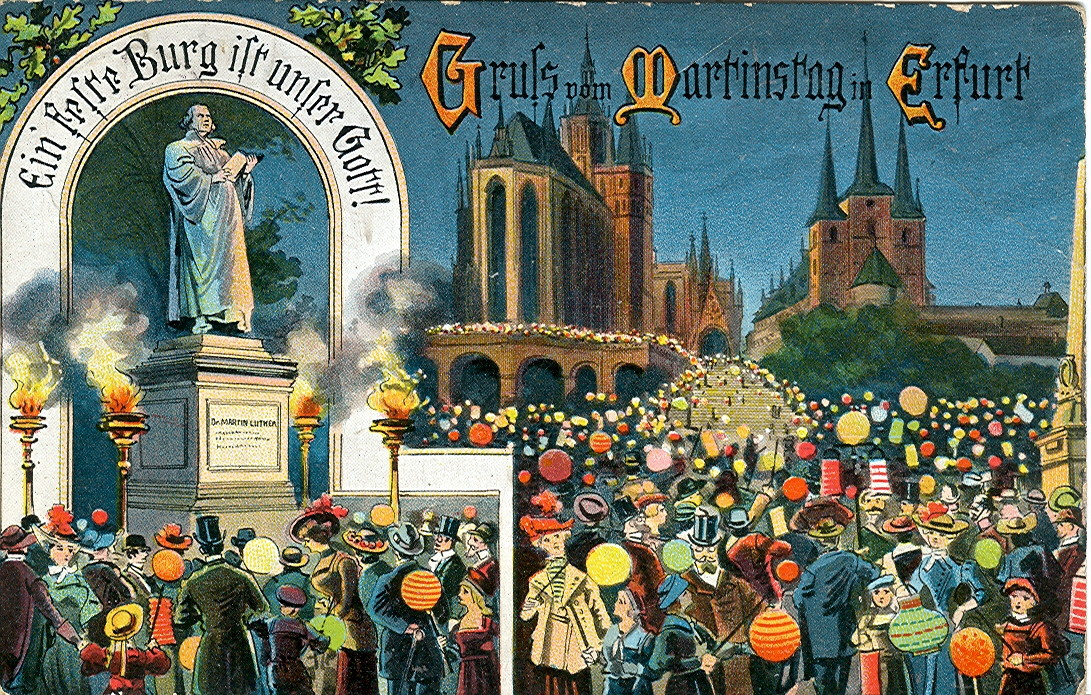
Carte postale protestante de la Saint Martin à Erfurt (1913)

La Saint-Martin est célébrée le 11 novembre en souvenir de saint Martin. La date correspond à la mise dans le tombeau de saint Martin le 11 novembre 397. En Europe centrale, la Saint-Martin s’accompagne de nombreuses traditions parmi lesquelles on trouve la dégustation de l’oie de la Saint-Martin (également dans les pays scandinaves, Mortensaften au Danemark, ou baltes, Martinmas en Estonie, Mārtiņi en Lettonie, etc.), la retraite aux flambeaux et les chants de la Saint-Martin.

## Origine et symbolique
Les différentes pratiques découlent de deux événements étroitement liés. À l’époque où la chrétienté se trouvait encore sous l’influence du Saint empire romain germanique, le jour de la Saint-Martin ouvrait la période de jeûne  qui commençait le 11 novembre et qui s’étendait sur deux semaines. Depuis le Moyen Âge jusqu’à l’ère des temps modernes et même jusqu’à aujourd’hui dans certaines Églises orthodoxes, cette période de jeune avait lieu avant Noël. Le jour précédent cette période, on festoyait une dernière fois avant de jeûner, à l’image de ce que l’on avait coutume de faire lors du carnaval. Encore aujourd’hui, la nouvelle « session » du carnaval rhénan est initiée le 11 novembre. Par ailleurs, le jour de la Saint-Martin était également, suivant la tradition, le jour de la dîme. Dans le temps, on payait les impôts en nature, incluant les oies, puisque l’hiver approchait et que l’entretien des animaux durant cette période n’était possible qu’à condition que leur nombre reste restreint.
C’était aussi la date à laquelle commençaient ou terminaient les contrats de travail et à laquelle les fermages, les rétributions et les intérêts étaient échus. Aujourd’hui encore, le jour de la Saint-Martin sert de date de début ou de fin des baux, dans la mesure où ce jour correspond au début et à la fin de la période d’exploitation naturelle. C’est la raison pour laquelle le jour de la Saint-Martin était aussi appelé le jour de payement des intérêts.

## Traditions

### L'oie de la Saint-Martin

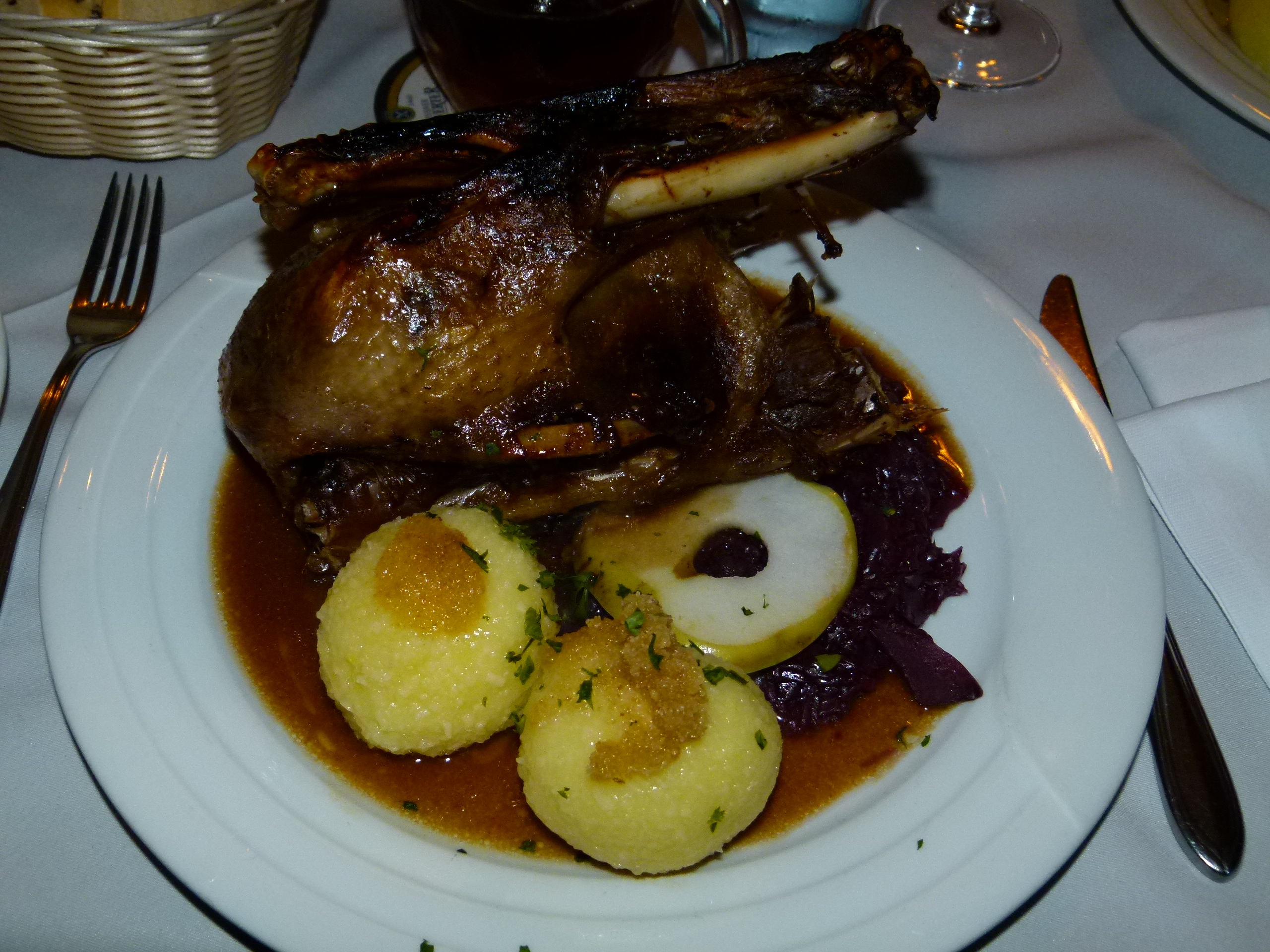
Oie de la Saint-Martin accompagnée de chou rouge et de quenelles

La tradition la plus répandue de nos jours est la dégustation de l’oie de la Saint-Martin. On raconte que cette tradition trouve son origine dans une légende sur la vie de Martin : en dépit des réserves émises par le clergé et de sa propre volonté, le peuple de Tours réclamait qu’il soit nommé évêque. Comme il menait une vie ascétique et modeste, il se considérait indigne d’un tel honneur et se serait donc caché parmi les oies. Néanmoins, les oies firent un tel vacarme que Martin fut découvert et nommé évêque. Une autre légende rapporte que les habitants de Tours eurent recours à une ruse : un fermier se serait rendu auprès de Martin dans sa cachette et lui aurait demandé de rendre visite à sa femme malade. La serviabilité de Martin l’aurait inévitablement poussé à prendre ses affaires et à accompagner le fermier chez lui. Sans doute était-il assez sale en sortant de sa cachette dans laquelle il avait probablement passé un certain temps. Selon une autre légende, un troupeau d’oies bruyantes se serait introduit dans l’église et aurait interrompu la prédication de l’évêque Martin. Elles auraient été capturées et servi de festin par la suite.
On avance également l’hypothèse historique suivante pour expliquer la légende de l’oie : le Martinschoß, un vasselage échu le jour de la Saint-Martin à l’époque féodale, en serait l’origine. Comme il s’agissait souvent d’une oie, elle fut qualifiée d’oie de la Saint-Martin, et comme ce jour-là était traditionnellement célébré par une kermesse ou une soirée dansante, il parut approprié de désigner l’oie comme élément principal du festin et de la déguster dans une ambiance festive. En Allemagne, il est coutume d’accompagner l’oie de chou rouge et de quenelles ou de viande, de poisson ou de pommes de terre.

### La retraite aux flambeaux de la Saint-Martin

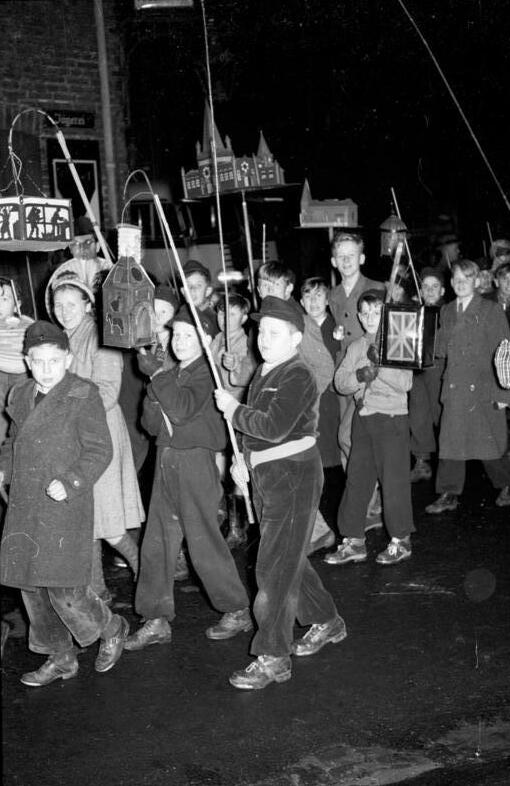
Procession de la Saint-Martin à Düsseldorf-Urdenbach, en 1948

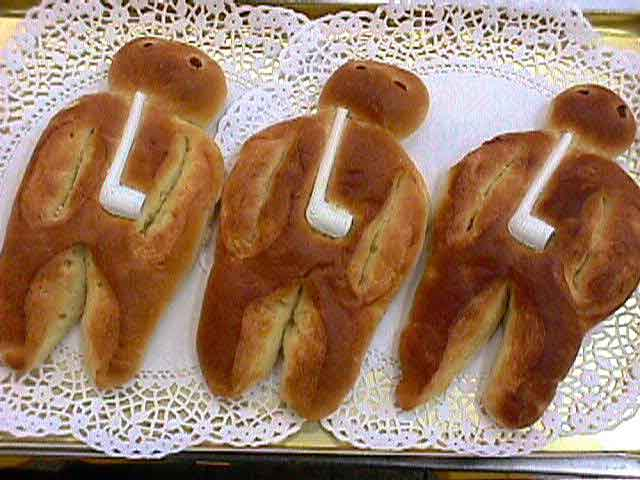
Weckmann (bonhomme de la Saint-Martin)

Dans de nombreuses régions d’Allemagne, d’Autriche, de Suisse, du Tyrol du Sud et de Haute-Silésie, il est coutume d’organiser des processions le jour de la Saint-Martin. En mémoire de Saint Martin, on organise des retraites aux flambeaux durant lesquelles les enfants sillonnent les rues des villages et des villes avec des lanternes. Ils sont souvent accompagnés d’un cavalier sur son cheval blanc, déguisé en soldat romain et vêtu d’un manteau rouge, qui joue le rôle de Saint Martin. À Brégence, on qualifie cette tradition de « chevauchée de Martin » (Martinsritt) et en Rhénanie, de « procession de Martin » (Martinszug). Souvent, la scène où Saint Martin donne la moitié de son manteau à un mendiant est également jouée. On chante des chants propres à la Saint-Martin durant la procession. La plupart du temps, les enfants fabriquent les lanternes au préalable dans les écoles maternelles et primaires. La célébration se conclut souvent par un grand feu de la Saint-Martin. Dans de nombreuses régions, les enfants obtiennent une pâtisserie en forme de bonhomme, nommée Stutenkerl en Westphalie et Weckmann en Rhénanie, faite de pâte levée et de raisins secs. En Allemagne du sud, on a coutume de manger des oies de la Saint-Martin confectionnées en pâte levée ou en pâte de sablés, mais aussi des croissants de Saint Martin et des bretzels. Dans certaines localités situées dans la région de la Ruhr et le Sauerland et dans d’autres régions d’Allemagne, on donne aux enfants un bretzel de Saint-Martin, confectionnée avec une pâte levée sucrée et parsemée de cristaux de sucre.
Les processions de Saint-Martin les plus importantes d’Allemagne, qui totalisent 4000 à 6 000 participants, ont lieu en Worms-Hochheim, Kempen et Bocholt en Rhénanie du Nord-Westphalie. De nos jours, il arrive qu’à certains endroits, les processions n’aient pas lieu le jour même de la Saint-Martin mais à une date proche pour faciliter l’organisation de ces évènements. En effet, il est ainsi possible d’engager le même acteur qui jouera Saint Martin pour plusieurs localités. Cette tradition ne se limite pas aux régions germanophones. À Stockholm, la communauté allemande organise une procession de Saint Martin, et cette pratique a également cours dans les Pays-Bas.
- Räbeliechtli : informations concernant une tradition similaire en Suisse alémanique.

### Les chants de la Saint-Martin (Martinssingen)
Dans de nombreuses régions, on procède aux chants de la Saint-Martin juste après la procession ou à un autre moment dans la journée. Les enfants vont de maison en maison, chacun avec sa lanterne, également appelée lampion, et chantent des chansons en échange de sucreries, pâtisseries, fruits ou autres présents. En allemand, il existe de nombreux termes désignant cette tradition : en Rhénanie, on parle de Kötten, Schnörzen, Dotzen ou Gribschen.
On retrouve une tradition similaire en Frise orientale et autres régions évangéliques. Cette pratique des chants est appelée « Martinisingen » et se célèbre le 10 novembre en souvenir de Martin Luther qui fut baptisé ainsi le 11 novembre, jour consacré à Saint Martin de Tours (cf. Fête du prénom).

### La bénédiction de Saint-Martin
En Autriche de l’Est principalement, les curés ont coutume de bénir le vin nouveau (appelé Heuriger), qui est ensuite dégusté pour la première fois par les patrons des enseignes gastronomiques ne servant à l’origine que le vin de la dernière année écoulée (également appelées Heuriger). Cette pratique est dérivée d’une vieille tradition du Burgenland, le « Martiniloben » : autour de la période du 11 novembre, les fermiers rentraient leur bétail dans des abris hivernaux et les vignerons se rendaient pour la première fois dans leurs caves à vin pour déguster le nouveau vin récolté quelques semaines plus tôt .

### Pelz-/Nussmärtel
Dans certaines régions d’Allemagne du Sud de tradition protestante comme le Danube-Ries, le Jura souabe, et la Moyenne-Franconnie, le Pelzmärtel , aussi appelé Nussmärtel, apporte des cadeaux le jour de la Saint-Martin.

## Char Saint Martin
Au quatorzième siècle, l'expression Char Saint Martin est attestée en France pour désigner la constellation de la Grande Ourse. Selon GLYNNIS M. CROPP, la tradition d'associer le nom de l'empereur Charlemagne à la constellation de la Grande Ourse est attestée. Cependant une question demeure : " Est-ce pourtant par analogie  que l'expression  le char saint Martin s'est créé, un saint patron de France ayant remplacé l’empereur?". Pour le moment, l'étude des documents médiévaux, n'a pas permis de trancher la question.

### Revendications pour un changement de nom
Rüdiger Sagel (de), politicien à la tête du parti allemand de gauche Die Linke en Rhénanie du Nord-Westphalie, avait exigé que le jour de la Saint-Martin soit rebaptisé « Fête du soleil, de la lune et des étoiles » [note : en allemand, on retrouve souvent ces trois termes dans les chansons de la Saint-Martin] et de ne plus accorder une importance centrale à Saint Martin parce qu'il souhaite une sépáration stricte de la vie publique et de la réligion et étant donné que les membres de la communauté musulmane et d'autres communautés religieuses auraient pu percevoir la célébration de la Saint-Martin dans les écoles primaires et maternelles comme discriminante. La proposition fut largement désapprouvée, notamment par plusieurs évêchés allemands et par le Conseil central des musulmans d’Allemagne. Le parti Die Linke en Rhénanie du Nord-Westphalie s’est désolidarisé de la revendication de son président.